# وكب الجبال
وَكِب الجبال (بالإنجليزية: mountain bilberry أو black mountain huckleberry)‏ هو نوع نبات نفضي من الفصيلة الخلنجية، وهو أصيل المناطق الجبلية من غربي أمريكا الشمالية. له ثمار مأكولة، يتراوح لونها بين الأحمر والأسود الزرقاوي.